# ليزا أندرياني
ليزا أندرياني مواليد 12 فبراير 1979 في جاوة الوسطى، إندونيسيا، هي لاعبة كرة مضرب إندونيسية سابقة بدأت مسيرتها كمحترفة سنة 1993 وكانت تلعب باليد اليمنى، اعتزلت اللعب في 2008. أعلى تصنيف لها في الفردي كان المركز الـ 345 في سنة 1997. أعلى تصنيف لها في الزوجي كان المركز الـ 173 في سنة 1997.

## الميداليات
| الميدالية | المسابقة                   |
| --------- | -------------------------- |
| ذهبية     | دورة الألعاب الآسيوية 2002 |

## روابط خارجية
- ليزا أندرياني على موقع رابطة محترفات التنس (الإنجليزية)
- ليزا أندرياني على موقع الاتحاد الدولي لكرة المضرب (الإنجليزية)
- ليزا أندرياني على موقع كأس بيلي جين كينغ (الإنجليزية)
- ليزا أندرياني على موقع خلاصة التنس.كوم (الإنجليزية)